# Sztúpa

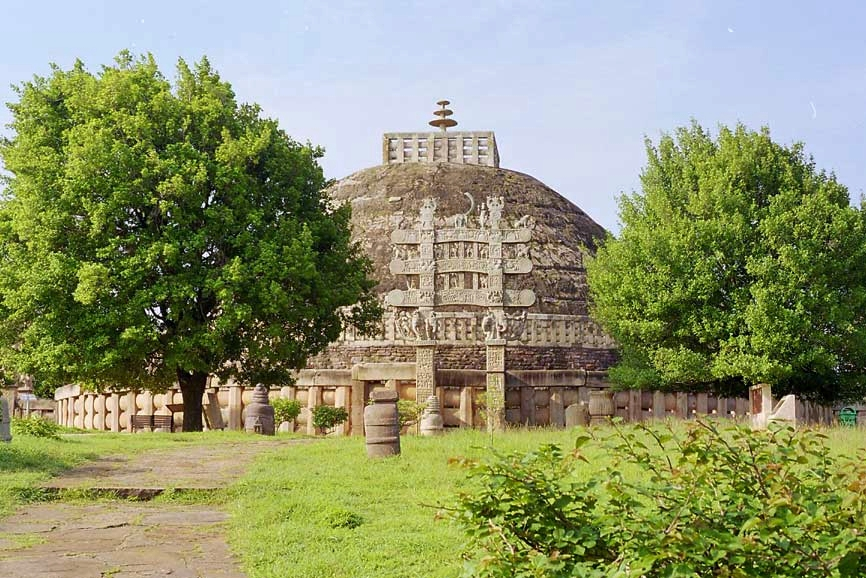
A Száncsiban lévő Nagy Sztúpa

A sztúpa (szanszkrit stūpa, halom) a buddhista építészet egyik jellegzetes alakja. Egyike a legrégebbi buddhista vallási építményeknek, kezdetben egyszerű földhalom volt, amelybe a Buddha ereklyéit temették. A legenda szerint a történelmi Buddha halála után a testét elhamvasztották, és a hamvait nyolc sztúpába osztották szét. Az i. e. 3. században Asóka felnyittatta ezeket a sztúpákat, és a hamvakat szétosztotta az általa épített több ezer sztúpában. A buddhizmus terjedésével más ázsiai országok is átvették a sztúpát, de közben funkciója és kinézete megváltozott; ennek eredménye a pagoda.
A legrégebbi sztúpa az Asóka által i. e. 249-ben építtetett Dhamek Sztúpa az indiai Szárnáth-ban, a legnagyobb pedig a 127 méter magas Phra Pathom csedi a thaiföldi Nakhonpathomban.

## Elemei
Egy sztúpa alapvetően az alábbi öt építőelemből áll: egy négyszögletes alap, egy félgömb alakú boltozat, egy kúp alakú csúcs, egy sarló, egy korong. Mindegyik elemnek gazdag szimbolikája van, és megfelel az öt elem (föld, víz, tűz, levegő, űr) valamelyikének.

## Sztúpák Magyarországon
Magyarországon 1987-ben épült először sztúpa Borsod-Abaúj-Zemplén megyében, Bükkmogyorósd közelében, az Uszó tanyán. Azóta összesen tíz további sztúpát szenteltek. A sztúpák építéséről különböző magyarországi buddhista közösségek gondoskodtak, például a Buddhista Misszió, A Tan Kapuja Buddhista Egyház, A Tan Kapuja Buddhista Főiskola, vagy a Gyémánt Út Buddhista Közösség.
A magyarországi sztúpák felszentelésük sorrendjében:
- 1982 - A Magyar Bodhiszattva sztúpája (Budapest, XV. kerület) - Buddhista Misszió[1]
- 1987 - Maitréja sztúpa (Budapest, XXII. kerület) - Buddhista Misszió[1]
- 1987 - A Nyugati Tanítvány Sztúpa (Uszó[2] - Tan Kapuja Buddhista Egyház[1]
- 1988 - Sákjamuni Buddha Sztúpa (Budakeszi) - magánterületen épült, a Tan Kapuja Egyház viseli gondját[1]
- 1992 - Kőrösi sztúpa (Tar, Nógrád vármegye), a 14. dalai láma szentelte fel, Magyarországi Karma Kagyüpa Buddhista Közösség hozta létre és tartja fenn[1]
- 1993 - Béke sztúpa (Zalaszántó, Zala vármegye, az ország legnagyobb sztúpája, Őszentsége a 14. Dalai Láma szentelte fel, 2007-ben felújították és újraszentelték[3]),
- 2008 - Megvilágosodás sztúpa (Becske, Csiga-hegy, Nógrád vármegyében) 2008. szeptember 14-én, Gyémánt Út, A sztúpa felavatását a nepáli buddhista mester, Serab Gyalcen rinpocse végezte.
- 2009 - Gyógyító Buddha sztúpa (Biri, Szabolcs-Szatmár-Bereg vármegye). [4]
- 2019 - Tiszta Tudat Sztúpa (Budapest, IX. kerület, felavatása: 2019. május 18.[5])
- 2022 - Láma Anagarika Govinda sztúpa (Budapest, Kamaraerdő, 2022. augusztus 10-én )[6]
- 2022 - Megszabadulás sztúpa (Mánfa, Baranya vármegye, 2022. szeptember 10, a Tan Kapuja Buddhista Egyház képviseletében Mireisz László - elnök és Cser Zoltán - igazgató, felavatták a Mánfai Elvonulási Központ területén található Megszabadulás sztúpát.[7]
- 2022 - Álomvölgyi Megvilágosodás Sztúpa (2081, Piliscsaba, Völgy utca)

A forma első építészeti megjelenése Magyarországon:
- 1930 - a Dandár utcai gyógyfürdő pártázatának csúcsdíszei (Budapest IX., Dandár utca 5–7.)

## Galéria

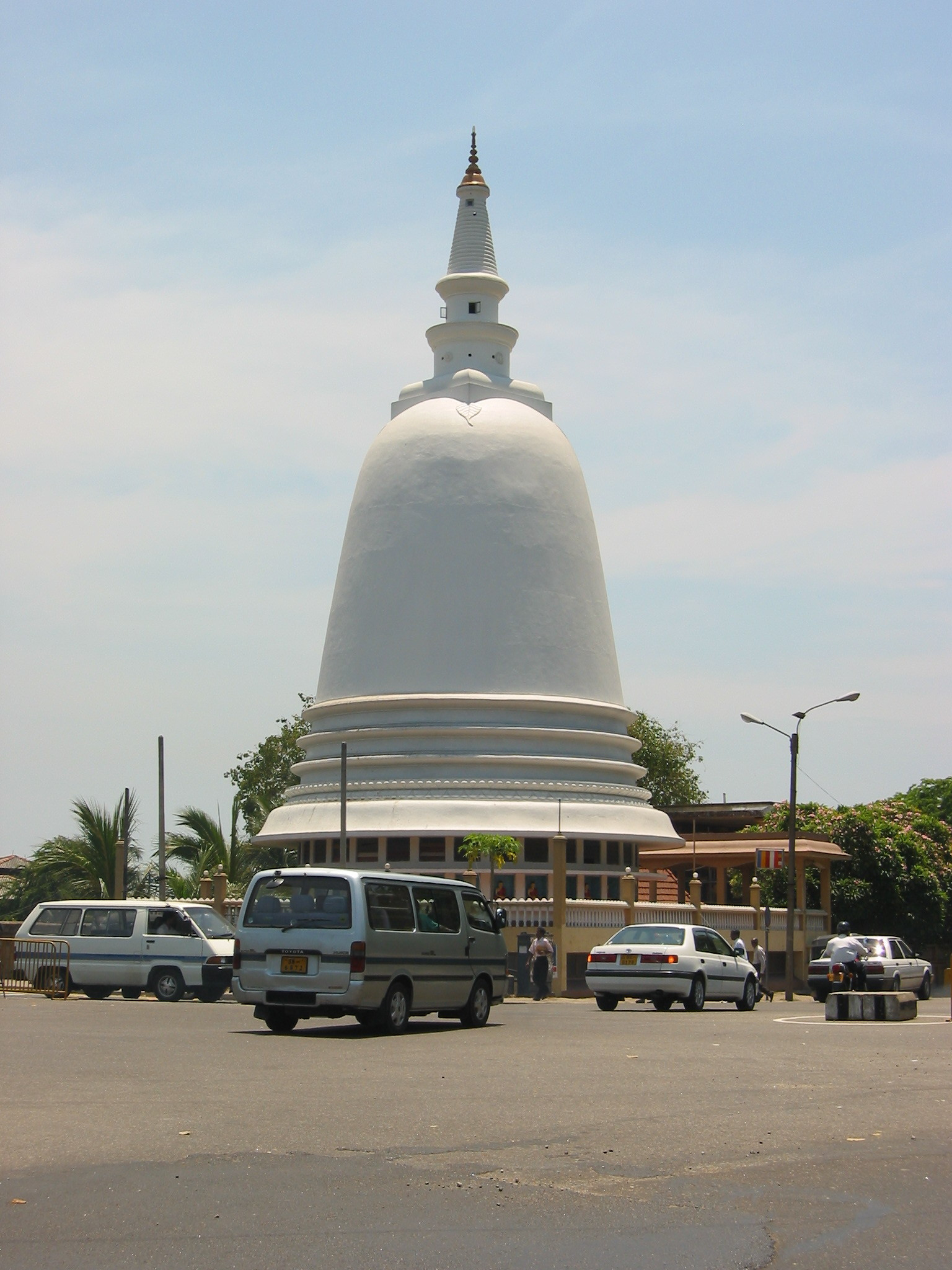
Colombo, Srí Lanka
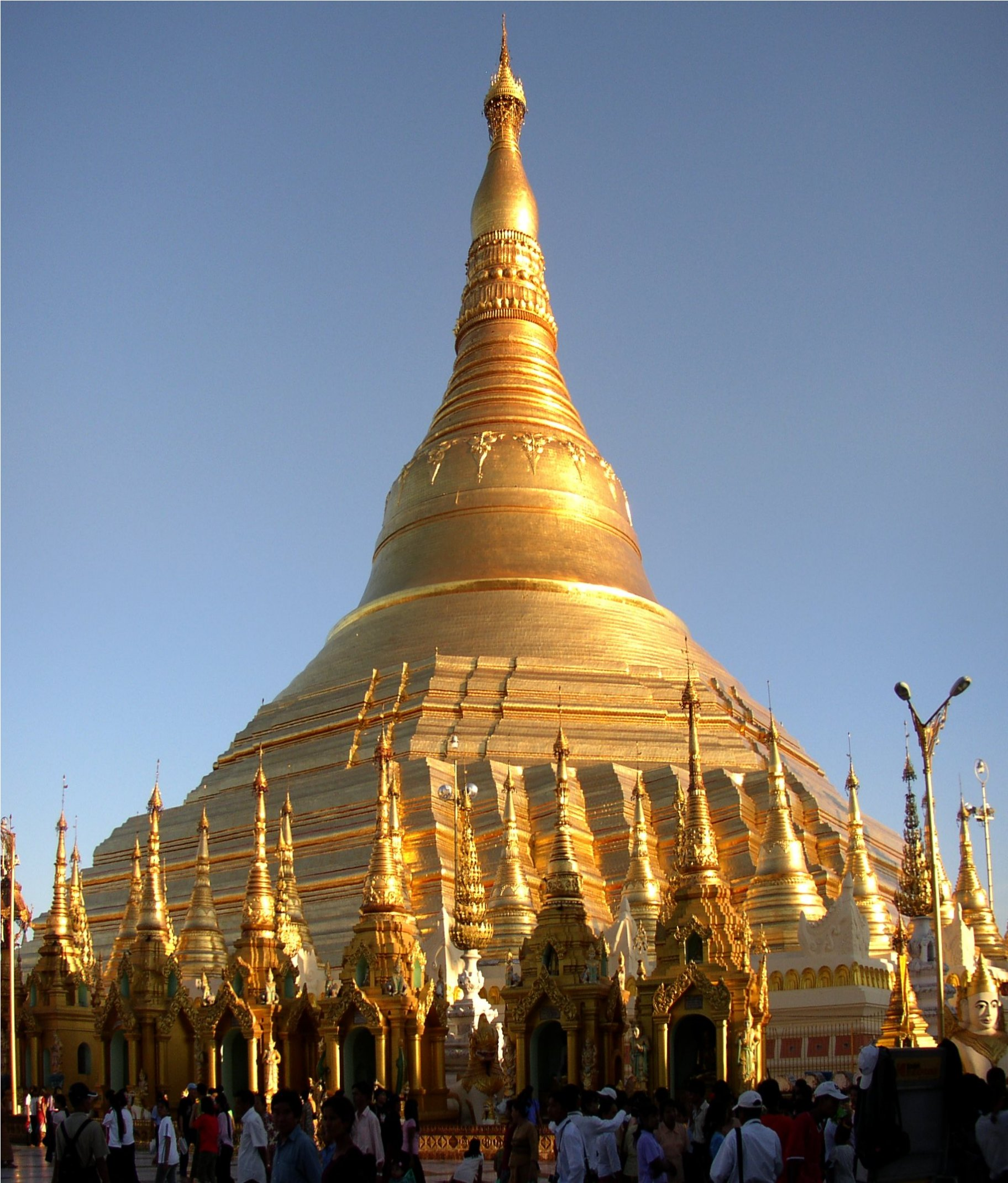
Rangun, Mianmar
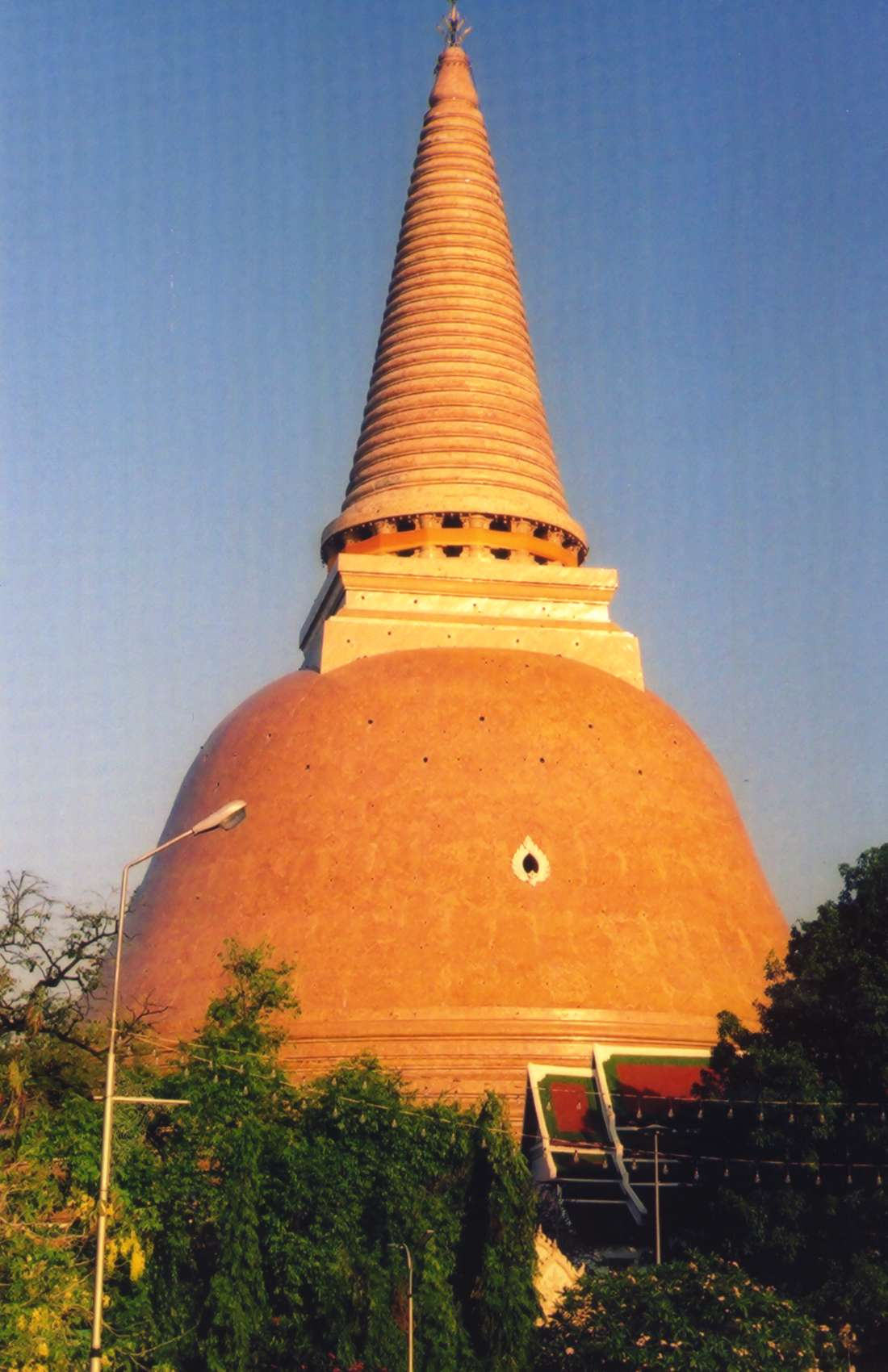
Nakhonpathom, Thaiföld
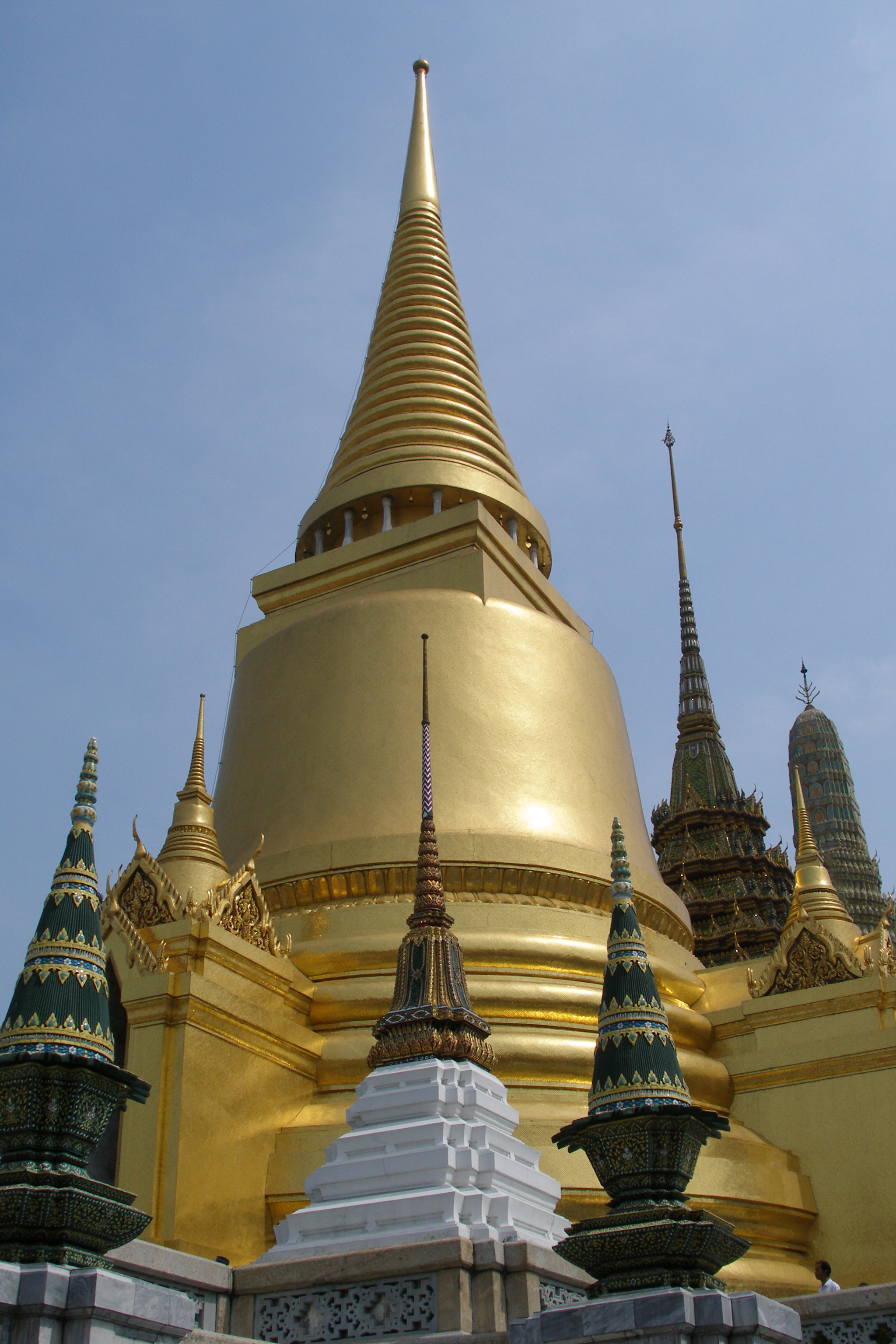
Bangkok, Thaiföld
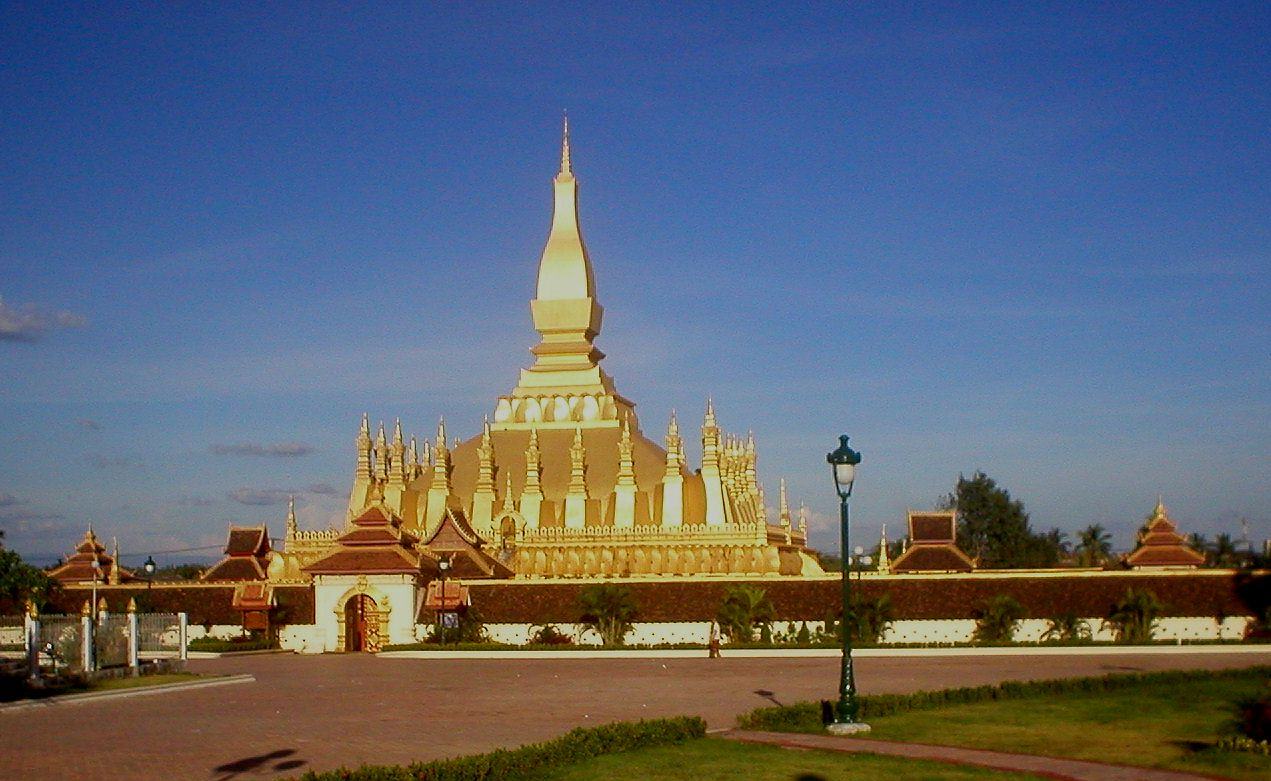
Vientián, Laosz
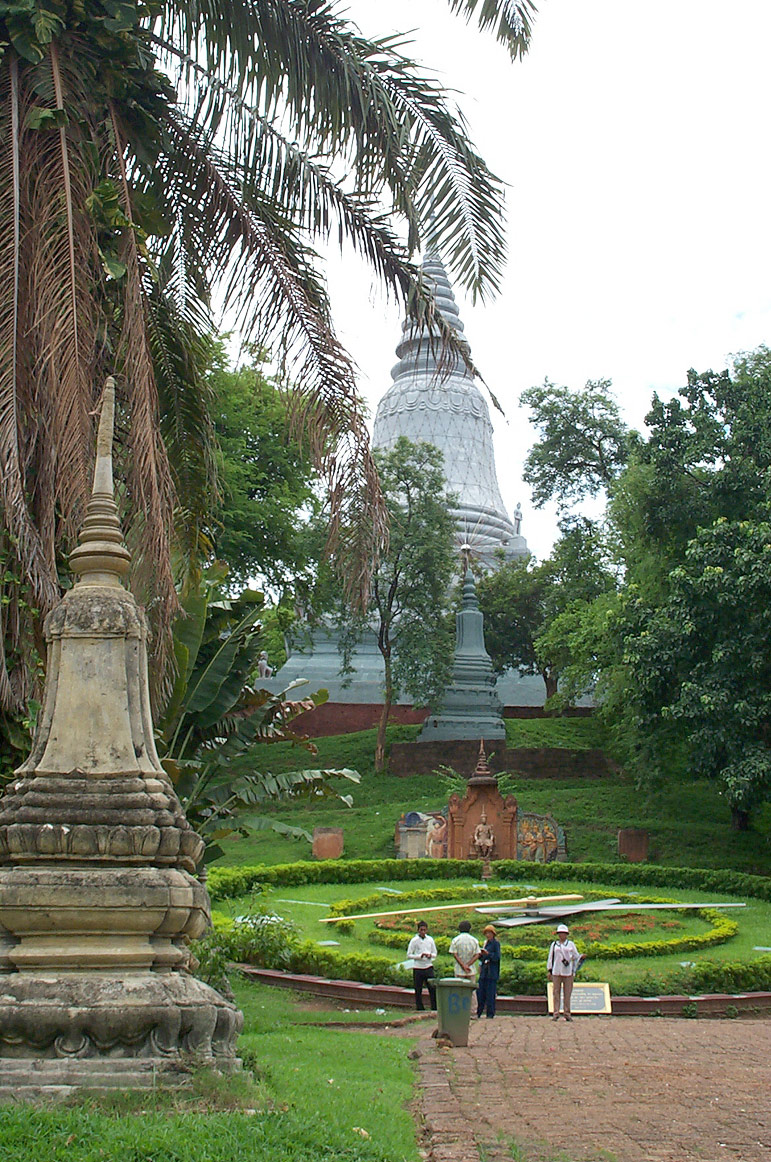
Phnompen, Kambodzsa
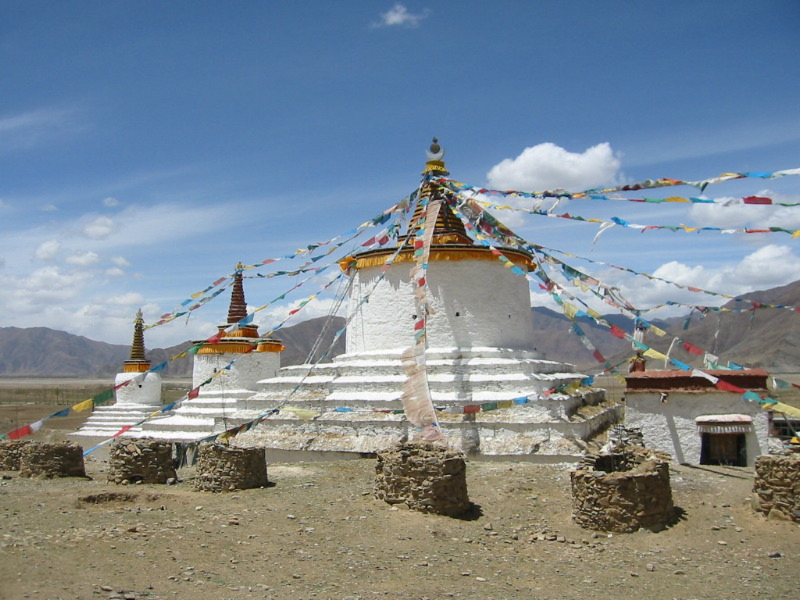
Tibet
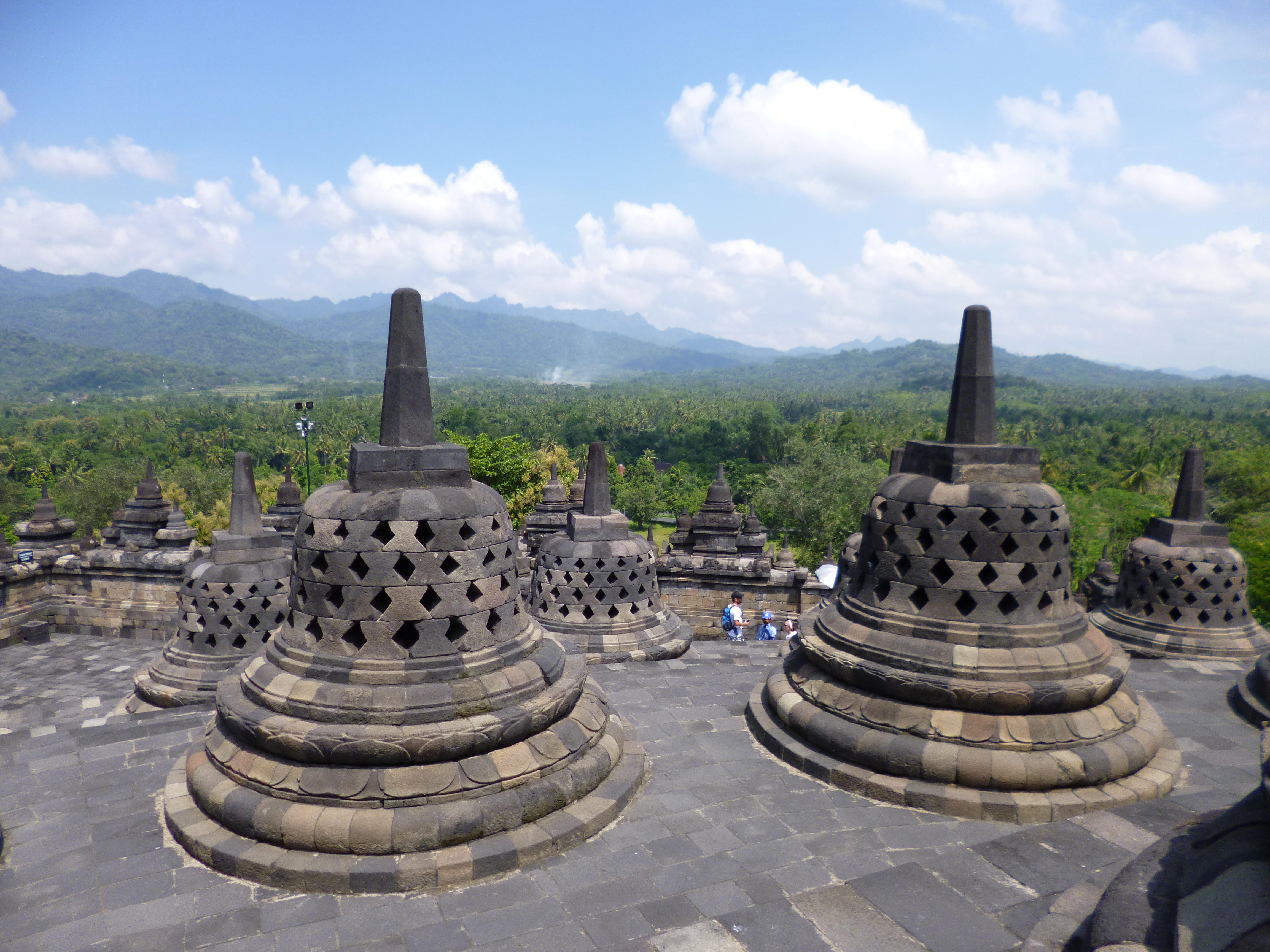
Borobudur, Indonézia
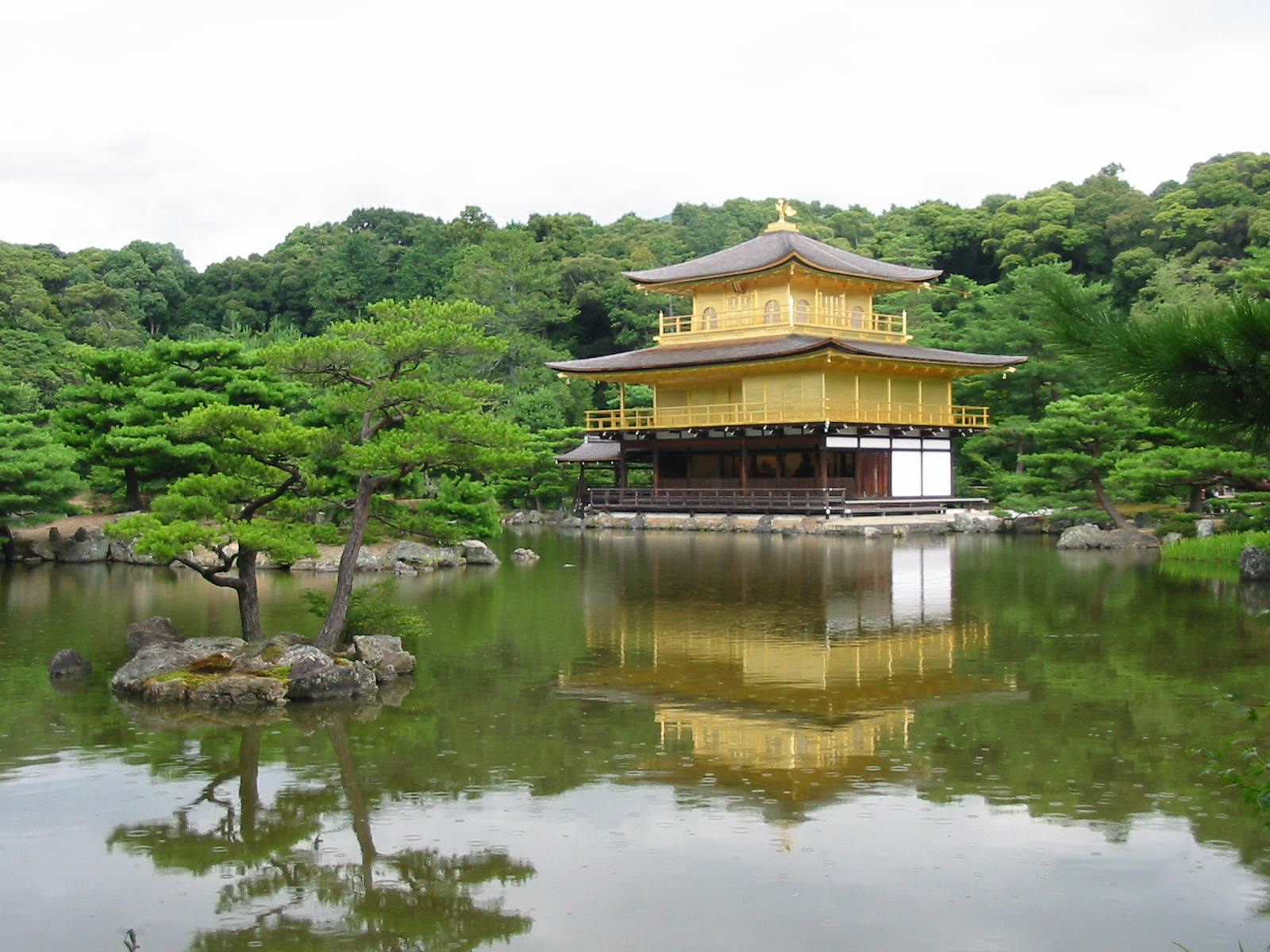
Kiotó, Japán
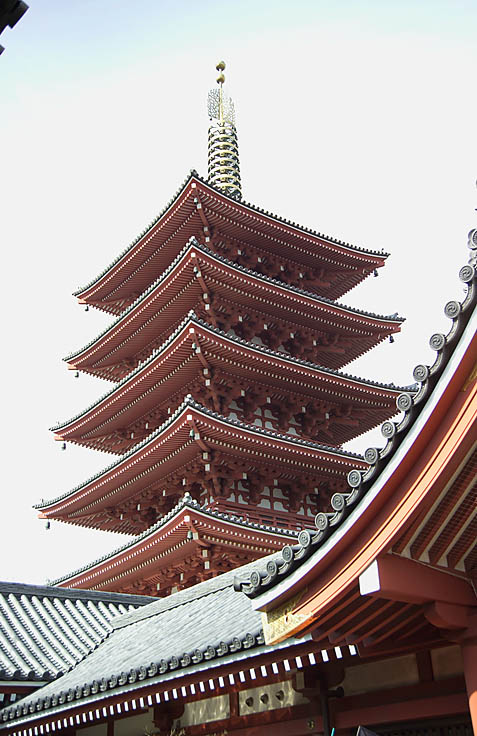
Tokió, Japán
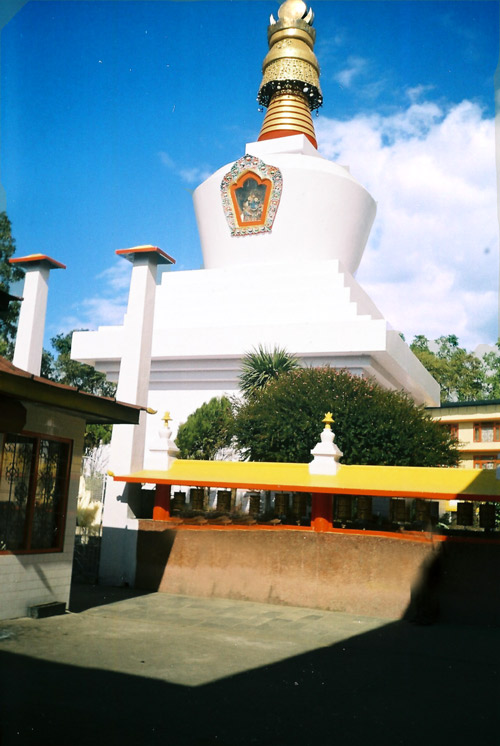
Gangtok, Szikkim
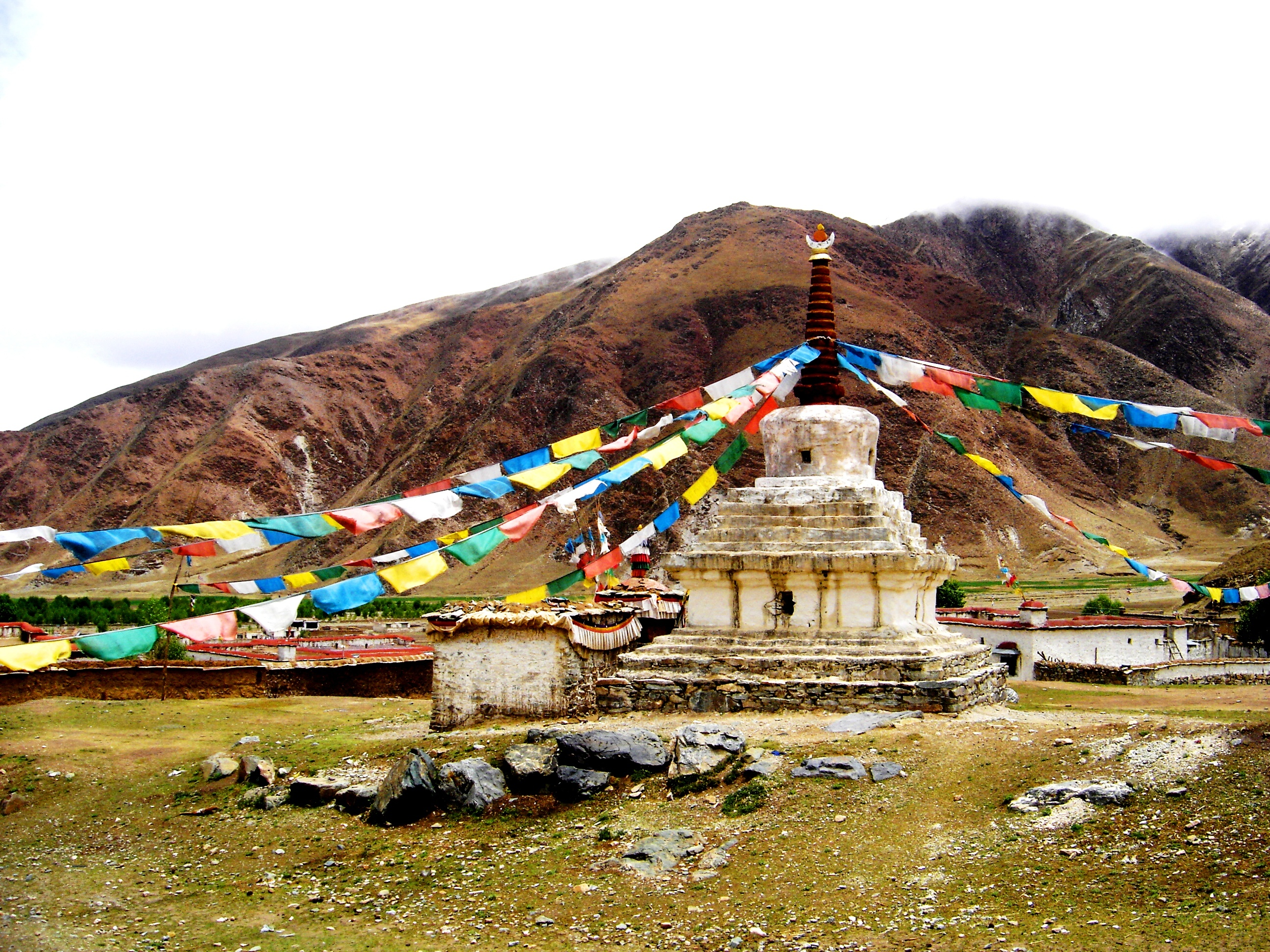
Tibet
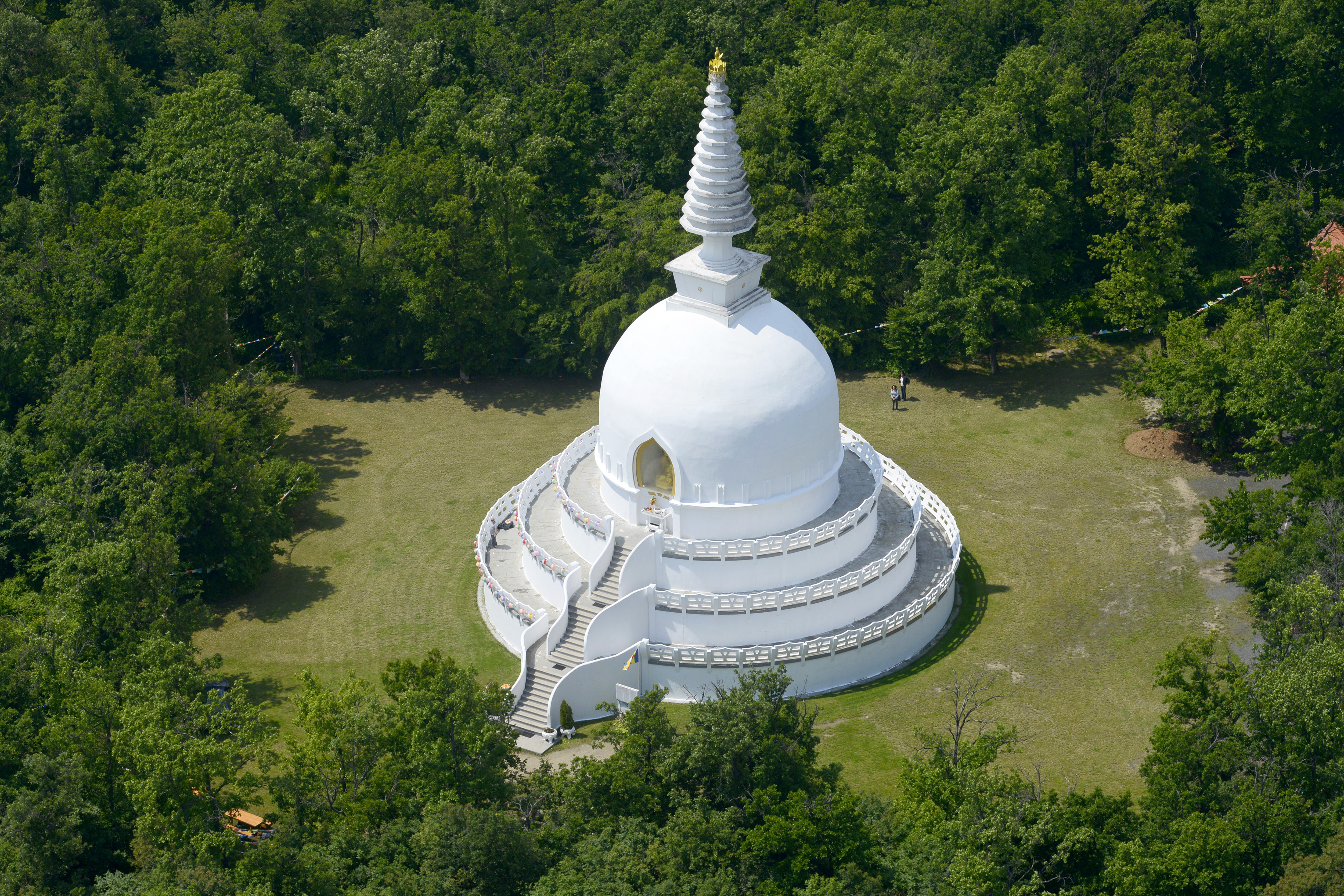
Magyarország, Zalaszántó